# Autoput A4
Der Autoput A4 ist eine seit 2019 komplett fertiggestellte Autobahn in Serbien. Sie führt von der A1 bei Niš über Pirot zur bulgarischen Grenze bei Dimitrovgrad, wo sie zukünftig in die bulgarische A6 übergehen soll, die nach Sofia weiterführt. Bezugnehmend auf die Europastraßennummer wird die Autobahn von den serbischen Behörden auch als E–80 bezeichnet. Die Autobahn ist ein Bestandteil des Paneuropäischen Verkehrskorridors X (Ast C).
Bis zur Neunummerierung des serbischen Straßennetzes im Jahr 2013 wurde der A4 als M5 bezeichnet.

## Bedeutung
Bis Oktober 2019 verband nur eine zweistreifige Fernverkehrsstraße die Großstadt Niš mit der Grenzstadt Dimitrovgrad. Diese Strecke stammt noch aus den Zeiten Jugoslawiens und wurde sporadisch ausgebaut. Heute ist die Fernverkehrsstraße eine wichtige Verkehrsverbindung von Mitteleuropa zum Nahen Osten, obwohl in letzter Zeit der Paneuropäische Verkehrskorridor IV durch Bulgarien und Rumänien immer mehr an Bedeutung gewinnt und sich der Transitverkehr auf diese Route verlagert. Trotzdem wurde der Bau der Autobahn von Niš bis Dimitrovgrad seitens der Regierung vorangetrieben, um nicht noch mehr Einnahmen, z. B. im Bereich der Maut, zu verlieren.

## Baufortschritt
Die Autobahn ist vom Autobahnkreuz mit dem Autoput A1 bei Niš bis zum Grenzübergang bei Dimitrovgrad fertiggestellt.
Mit dem Bau der 105 km langen Autobahn von Niš bis Dimitrovgrad sollte bereits im November 2009 begonnen werden. Da die Autobahn durch gebirgiges Gebiet und dem engen Tal des Flusses Nišava verlaufen wird, sind die Baukosten entsprechend hoch: Geschätzte 450 Mio. Euro soll die Autobahn kosten. 388 Mio. Euro davon hat Serbien bereits von der Weltbank als Kredit erhalten.
Geplant war ursprünglich, dass Ende 2016 alle Teilstücke fertig sind (Stand 2015).
Der Abschnitt wurde in sechs Unterabschnitte unterteilt:
- Prosek – Crvena Reka (22,5 km)
Dieser Unterabschnitt wurde nochmals in drei Teilstücke untergliedert. Der erste führt von Prosek bis zum Bancarevo-Tunnel (9,4 km), der zweite vom Bancarevo-Tunnel bis zur Ortschaft Crvena Reka (13,1 km) und der dritte besteht aus dem Bancarevo-Tunnel selbst (750 m). Das griechische Konsortium aus den Bauunternehmen Aktor S.A. und Terna S.A. gewann die Ausschreibungen für den Bau der ersten beiden Teilstücke, das tschechische Unternehmen Subterra a.s. für den Bau des Tunnels. Die Baukosten für die ersten beiden Teilstücke betragen 6,7 Milliarden RSD (ca. 59 Mio. Euro), für das dritte Teilstück 2,2 Mrd. RSD (ca. 38 Mio. EUR). Die Bauarbeiten begannen am 15. März 2012. Die Fertigstellung war für den März 2014 geplant, wurde jedoch später auf 2016 verschoben. Am 9. November 2019 wurde der Autobahnabschnitt eröffnet.
- Crvena Reka – Čiflik (12,7 km)
Der Bauvertrag wurde am 10. Oktober 2011 mit der griechischen Baufirma Aktor S.A. unterschrieben. Die Baukosten wurden auf 4,4 Mrd. RSD (ca. 38 Mio. Euro) festgelegt. Die Bauzeit sollte 18 Monate betragen. Die Fertigstellung war für April 2013 geplant.[6] Aufgrund von Bauverzögerungen wurde die Fertigstellung bis Oktober 2014, was ebenfalls nicht eingehalten werden konnte, verlängert. Der Abschnitt wurde schließlich am 30. Dezember 2015 für den Verkehr freigegeben.[7]
- Čiflik – Staničenje (12,07 km)
Der Vertrag für den Bau wurde am 20. Juni 2013 unterzeichnet. Das spanische Bauunternehmen Construcciones Rubau S.A. gewann die Ausschreibung. Die Baukosten betragen 3,75 Mrd. RSD (ca. 33 Mio. EUR). Die Fertigstellung war für den 25. Dezember 2016 geplant[8] und erfolgte schließlich im Juli 2017.
- Staničenje – Pirot-istok (-Ost) (16,64 km)
Der Vertrag für den Bau wurde am 20. Juni 2013 unterzeichnet. Das griechische Bauunternehmen Aktor S.A. gewann die Ausschreibung. Die Baukosten betragen 8,38 Mrd. RSD (ca. 73 Mio. EUR). Die Fertigstellung war für den 30. Dezember 2016 geplant,[8] erfolgte jedoch noch nicht (Stand: August 2017).[veraltet]
- Pirot-istok (-Ost) – Dimitrovgrad (14,3 km)
Die erste Ausschreibung fand im Jahr 2010 statt und wurde vom österreichischen Bauunternehmen Alpine Bau gewonnen. Am 24. November 2010 erfolgte die Vertragsunterzeichnung. Die Baukosten wurden auf 3,45 Mrd. RSD (ca. 30 Mio. EUR) beziffert. Die Fertigstellung sollte nach 18 Monaten im April 2012 erfolgen.[9] Aufgrund von Bauverzögerungen wurde dem Unternehmen eine Verlängerung der Frist bis Ende 2012 gewährt.[10] Nach der Insolvenz der Baufirma kündigte der Investor am 6. August 2013 den Bauvertrag.[11] Am 15. November 2013 wurde eine erneute Ausschreibung für die Fortsetzung der Bauarbeiten gestartet. Die Bauzeit sollte 15 Monate betragen.[12] Am 5. Mai 2014 wurde der Vertrag zur Fortsetzung der Bauarbeiten mit der bulgarischen Baufirma Trace Group Hold plc. unterzeichnet. Die Fertigstellung war für den 17. Juni 2016 geplant, erfolgte aber erst im September 2017.[veraltet]
- Ortsumgehung Dimitrovgrad (8,6 km)
Der Abschnitt wurde in drei Teilaufträge unterteilt. Die ersten beiden Teilaufträge umfassen den Bau von Fahrbahnen und Brücken, der dritte die Tunnel Progon und Pržojna Padina (zusammen 1,66 km).
  - Die Bauverträge für die ersten beiden Teilaufträge wurden am 14. April 2010 mit Alpine Bau unterzeichnet. Die Baukosten sollten 3,57 Mrd. RSD (ca. 31 Mio. EUR) betragen. Die Fertigstellung war für April 2012 geplant.[13] Aufgrund von Bauverzögerungen wurde die Fertigstellung bis Ende 2014 verlängert.[10] Am 6. August 2013 wurden beide Bauverträge nach der Insolvenz der Baufirma gekündigt.[11] Die Ausschreibung für die Fortsetzung der Bauarbeiten begann am 25. April 2014. Die beiden Abschnitte sind im September 2017 für den Verkehr geöffnet worden.
  - Für den dritten Teilauftrag erfolgte die Vertragsunterzeichnung mit der griechischen Baufirma Terna S.A. am 10. Oktober 2011 mit Baukosten in Höhe von 3,83 Mrd. RSD (ca. 33 Mio. EUR). Die Fertigstellung war nach einer zweijährigen Bauzeit bis Oktober 2013 geplant.[14] Aufgrund von Bauverzögerungen wurde die Fertigstellung zunächst bis Sommer 2014[15] dann bis Ende 2015 verlängert. Der Abschnitt wurde bisher im September 2017 eröffnet, letzte Teile wurden März 2018 fertiggestellt.